# 源宛
源 宛（みなもと の あつる）は、平安時代中期の武士。名は充とも表記される。嵯峨源氏、左大臣・源融の曾孫。

## 略歴
承平3年（933年）、武蔵守・源仕の子として誕生。
父・仕の任地である武蔵国足立郡箕田村で生まれたことから、箕田源二また箕田源次と号した。子である渡辺綱の生年とされる天暦7年（953年）の3月8日に21歳で死去したとされ、八幡の辺りに葬られたという。
『今昔物語集』には陸奥守・平良文との一騎討ちの逸話がある。

## 系譜
- 父：源仕（891-942）
- 母：不詳
- 妻：源満仲（多田満仲）の娘
  - 男子：源綱（953-1025）